# بابلو كالاندريا
بابلو كالاندريا (بالإسبانية: Pablo Calandria)؛ من مواليد 15 مارس عام 1982، في بوينس آيرس، الأرجنتين، هو لاعب كرة قدم أرجنتيني يلعب لنادي أوهيجينس كمهاجم. بدأ بابلو كالاندريا مسيرته الرياضية عام 1996 مع هوراكان.

## روابط خارجية
- بابلو كالاندريا على موقع رابطة كرة القدم الفرنسية للمحترفين (الإنجليزية)
- بابلو كالاندريا على موقع قاعدة بيانات كرة القدم.إي يو (الإنجليزية)
- بابلو كالاندريا على موقع Soccerway.com (الإنجليزية)
- بابلو كالاندريا على موقع كووورة
- بابلو كالاندريا على موقع AS.com (الإسبانية)